# 苏珊娜·巴塔齐
苏珊娜·巴塔齐（義大利語：Susanna Batazzi，1957年8月29日—），意大利前女子击剑运动员，主攻花剑。她曾代表意大利参加1976年和1980年夏季奥林匹克运动会击剑比赛，两届比赛均在女子团体花剑项目上收获第五名。